# 동독 월요 시위
동독 월요 시위(독일어:Montagsdemonstrationen,Montagsdemonstrationen 1989/1990 in der DDR ) (영어:Monday demonstrations in East Germany) 동독에서 월요일마다 공산주의 정부인 독일 민주 공화국에 대항하여 시위하는 단체를 말한다. 독일의 통일에 큰 기반이 되었다.

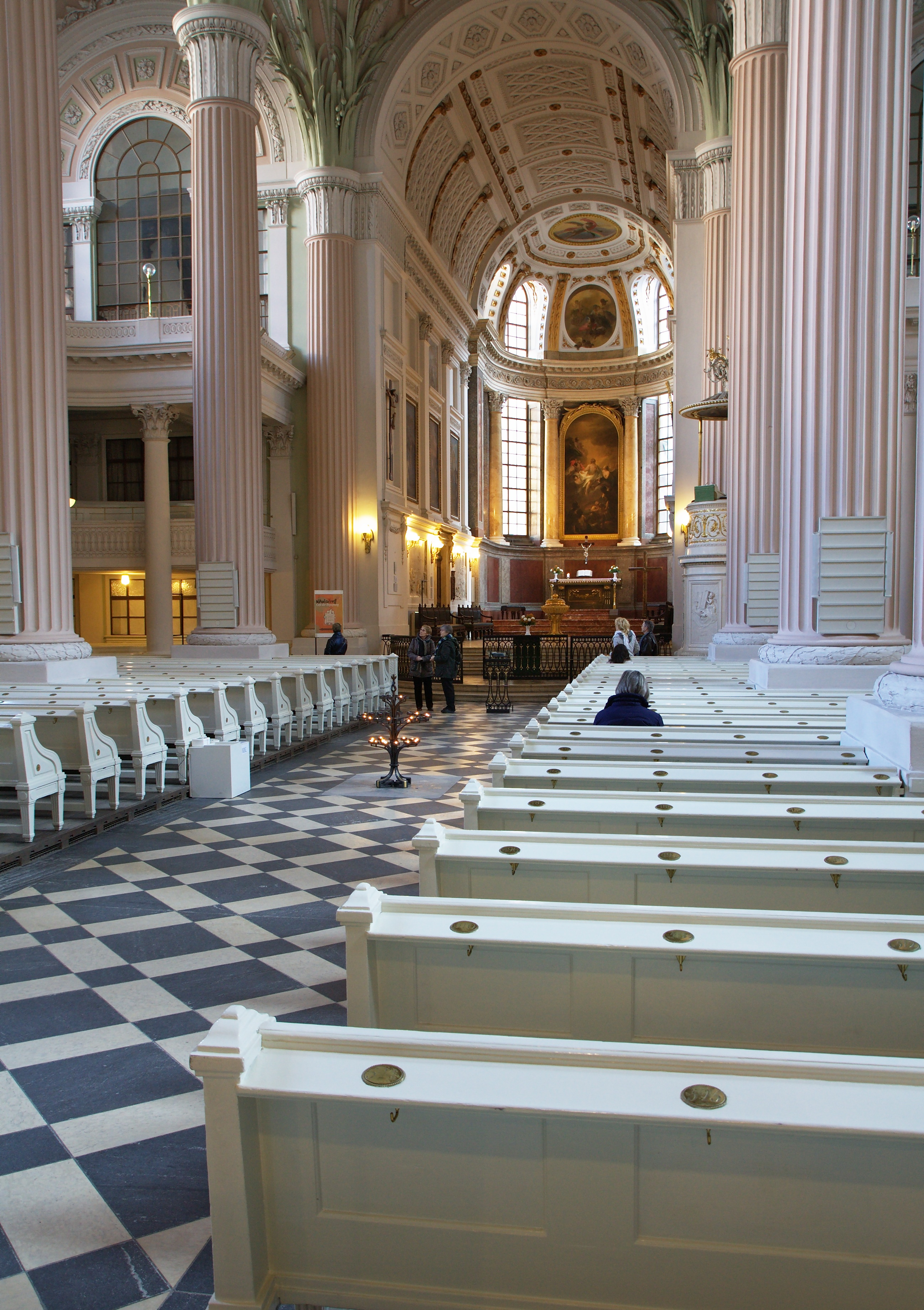
동독 월요 시위가 만들어진 라이프치히의 교회(2011년 사진)

## 재통일
범유럽 피크닉으로 시작된 혁명은 곧 모든 동구권에 번졌다. 동독 시민들도 독일의 통일을 위하여 봉기를 하기로 하였다. 동독 월요 시위의 첫 봉기는 1989년 9월 25일, 동독의 공업 도시 라이프치히에서 8천 명의 시민들이 운집하여 대대적인 데모를 별였다. 이것이 바로 독일 통일의 대장정의 시작이었다. 시민들은 월요일마다 시위하며 끈질기게 정부를 괴롭혔다. 그래도 그 때까지는 동독의 지도자 에리히 호네커는 코웃음만 치고 있었다. 호네커와 정부는 그 해 10월 5일 동독 정부 수립 40주년 기념 행사를 벌여 시위로는 끄떡없다는 것을 과시했다. 그러나 10월 9일에는 라이프치히에 무려 7만명으로 불어났고, 일주일 후인 10월 16일에는 12만명으로 정부 타도를 요구하는 시위가 났다. 사태의 심각함을 깨달은 동독 정부는 결국 10월 18일 호네커를 지도자 자리에서 쫓아내고 에곤 크렌츠에게 역할을 맡겼다. 그러나 10월 23일에는 라이프치히에 30만명으로 늘어나면서 시위는 사그러들지 않았고, 시간이 지날수록 다른 도시로 번지기만 하였다.

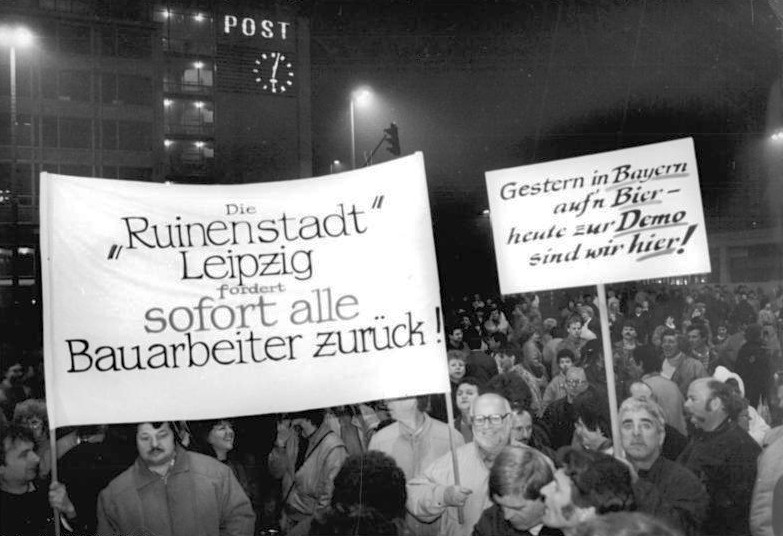
동독 시민들이 통일을 요구하며 시위하고 있다.

### 베를린 장벽의 붕괴
시위는 점점 번지기만 하였다. 시민들은 월요일마다 빠짐없이 시위를 벌였다. 이때 시위에는 우리가 인민이다(독일어: Wir Sind Das Volk)라는 구호가 등장한다. 11월 4일, 드디어 수도 베를린에서 100만명에 가까운 시민들이 민주화, 자유화를 요구하며 시위를 하였다. 결국 정부는 이를 막지 못했다. 11월 9일과 11월 10일 사이의 밤에 베를린 장벽은 마침내 무너졌다. 드디어 30년 가까이 독일 민족을 가로막은 원한의 장벽이 무너진 것이다. 이를 계기로 서독 정부와 동독 정부의 협상이 빠르게 진행되었다. 그리고 독일의 통화도 통합되었다. 결국 동독 시민의 월요 시위는 마침내 통일을 불렀다.

## 같이 보기
- 할슈타인 독트린
  - 유일한 합법 정부
- 울브리히트 독트린
- 자석 이론 (Magnet Theory, '힘의 우위' 정책 ('힘의 우위'에 바탕을 둔 통일 정책))
- 동방 정책 (접근을 통한 변화 (Transformation through Rapprochement), 작은 걸음 정책 (Small Step Policy))
- 동서독 정상회담
- 동서독 기본 조약
- 동서독 동시 유엔 가입
- 동유럽 혁명
- 범유럽 피크닉
- 베를린 장벽 붕괴
- 독일관련 최종해결에 관한 조약 (2+4 조약)
- 독일의 재통일